# 山代囲
山代 囲（やましろ かこむ）は、平安時代末期の武士。山代氏の祖。

## 概要
松浦久の次男で、松浦嫡流の御厨庄を相続した従五位・御厨検校の兵衛尉松浦直（安）の六男。子の源三圓（固）は承久の乱の後に、筑後国の蒲池氏の遺領を継いだとされる。